# Olaf Altmann
Olaf Altmann (* 1966 in Karl-Marx-Stadt) ist ein deutscher Bühnenbildner.
Olaf Altmann begann seine Theaterlaufbahn als Bühnentechniker am Stadttheater Karl-Marx-Stadt. An diesem Theater entwarf er 1990 auch sein erstes Bühnenbild für eine Inszenierung von Hasko Weber. Nach Arbeiten an der Volksbühne am Rosa-Luxemburg-Platz in Berlin wurde er 1993 fester Bühnenbildner in Chemnitz, wo er dann erstmals mit dem Regisseur Michael Thalheimer zusammenarbeitete, dessen ständiger Bühnenbildner er seitdem ist.
Auch als Theaterregisseur hat sich Olaf Altmann mittlerweile hervorgetan und inszenierte an den Theatern in Kassel, Dresden und Köln.
2001 erhielt den 3sat-Preis im Rahmen des Berliner Theatertreffens für Liliom, Thalia Theater Hamburg (gemeinsam mit Michael Thalheimer). 2002 wurde er für den Nestroy-Theaterpreis nominiert. 2008 wurde Altmann für sein Bühnenbild in Die Ratten am Deutschen Theater Berlin von der Zeitschrift Theater heute mit der Auszeichnung Bühnenbild des Jahres gewürdigt. Ferner erhielt er hierfür den Faust-Theaterpreis 2008. 2016 wurde er für das Bühnenbild der Inszenierung von Les Troyens an der Staatsoper Hamburg mit dem Rolf-Mares-Preis ausgezeichnet.
| Personendaten    | Personendaten                                |
| ---------------- | -------------------------------------------- |
| NAME             | Altmann, Olaf                                |
| KURZBESCHREIBUNG | deutscher Bühnenbildner und Theaterregisseur |
| GEBURTSDATUM     | 1966                                         |
| GEBURTSORT       | Karl-Marx-Stadt                              |